# 戛纳电影节
戛纳电影节（法語：Festival de Cannes），是一個由法國於1946年首度舉辦於該國南部城市坎城，於二戰戰後復興並於同地擴大舉辦的國際性電影展暨電影獎。它是國際電影製片人協會承認的世界三大影展之一（另二者為威尼斯电影节及柏林电影节），為国际上最具影响力的影展之一，每年法國政府會为电影节的举办輔助100萬至150萬美元的资金。
當前，坎城電影節每年定在五月中旬舉辦，為期12天左右，通常於星期三開幕、隔週星期天閉幕；其間除影片競賽外，市場展亦同時進行。

## 歷史

### 創辦初期
1930年代末，法國有感於當時德國、義大利高漲的法西斯主義氣焰，特別是德國宣傳部長約瑟夫·戈培爾在1936年大力運作萊尼·里芬斯塔爾（Leni Riefenstahl）拍攝當年的柏林奧運，之後便成為1938年的紀錄片《奧林匹亞》（Olympia），強勢入圍1938年的第6屆威尼斯影展並還奪下最佳外國影片「墨索里尼獎」；於是法國公共行政及藝術部長尚·傑伊接受菲利普·艾藍傑的建議，決定在坎城創立新的國際電影節；第一屆電影節全名為「國際電影節」（Festival international du film）。之所以選擇坎城是因為那邊的氣候相當舒適。
1939年6月，路易·盧米埃（Louis Lumière）接受擔任第一屆「國際電影節」主席，第一屆影展預計自9月1日進行到9月30日。
1939年8月，美國片商米高梅用豪華郵輪載著好萊塢明星如泰隆·鮑華、賈利·古柏、瑙瑪·希拉、喬治·拉夫特來到坎城辦派對、慶宴，一時之間吸引不少影迷駐足。但是9月1日德國入侵波蘭，影展隨即宣布取消；9月3日法國、英國對德國宣戰。

### 二戰之後
1946年9月20日在法國外交部、教育部、电影联合会支持下由法國藝術行動協會再辦坎城影展，這是實實在在的第一屆。第一屆坎城影展是在坎城的一家舊賭場舉辦。后由法国工业部和商业部共同组织。
自1946年第一屆以來，1948年跟1950年因財政困難停止舉辦。但是在1949年，影展在新的大樓「影展大樓」（Palais des festivals）舉辦；法國人亦稱之為「紅地毯大樓」。
1968年5月19日因為受到的影響被迫中斷。前一天5月18日，評審之一路易·馬盧辭職，楚浮、克勞德·貝黎、尚-蓋布里耶·艾比柯寇、克勞德·雷路許、羅曼·波蘭斯基跟尚盧·高達衝進「影展大樓」的大廳，堅持要中斷影片的放映，目的是要「跟罷工的學生、勞工站在一起」。
1973年前，各電影由其原產國先決有無資格參賽，即由各國選送。1973年起，影展獨攬正式單元甄選的決策權，更顯獨立自主。

### 2002年之後
直到2002年，影展才把官方名稱定為「Festival de Cannes」（戛纳电影节）。2019年11月，戛纳电影节首次於亞洲登場，並於香港K11 MUSEA商場舉行。2020年3月，戛纳电影节组委会宣布，因新型冠状病毒肆虐，将推迟第73屆坎城影展的举办，具体时间待定。

## 影展各單元
- 正式單元計有：
  - 正式競賽長片（Longs métrages en compétition）
  - 正式觀摩長片（非競賽，Longs métrages hors compétition）
  - 一種注目（Un certain regard），1978年成立
  - 正式競賽短片（Courts métrages en compétition）
  - 電影基金會（Cinéfondation），1998年成立
  - 坎城經典（Cannes Classics），2004年成立
  - 海灘放映（Cinéma de la Plage），2001年成立
  - 短片角落（Short Film Corner），2004年成立
- 平行單元
  - 國際影評人週（法语：Semaine de la critique）（La Semaine de la critique），1962年成立
  - 導演雙週（La Quinzaine des cinéastes），1969年成立
  - ACID，1993年成立

## 影展各獎項
- 正式競賽長片包括有：
  - 金棕櫚獎（La Palme d'or），1955年創立，頒給最佳影片。
  - 評審團大獎（Grand Prix），頒給最有原創性或最有研究精神的影片。
  - 評審團獎（Le Prix du Jury），頒給表彰體現探究精神的原創作品。
  - 最佳導演獎（Le Prix de la mise en scène），頒給表現最佳的導演。
  - 最佳男演員獎（Le Prix d'interprétation masculine），頒給表現最佳的男演員。
  - 最佳女演員獎（Le Prix d'interprétation féminine），頒給表現最佳的女演員。
  - 最佳劇本獎（Le Prix du scénario），頒給表現最佳的編劇。
  - 國際評論家獎（Le Prix de la Critique internationale），1946年特別創立。

- 其他正式競賽單元：
  - 一種注目單元最佳影片獎（Prix Un certain regard），1998年創立，鼓勵創新大膽的作品。

- 正式競賽短片包括有：
  - 短片金棕櫚獎（La Palme d'or du court-métrage），頒給最佳短片
  - 短片評審團獎（Le Prix du jury du court-métrage）
- 所有長片單元（包含正式競賽、一種注目、國際影評人週、導演雙週）
  - 金攝影機獎（La Caméra d'or），1978年創立，頒給表現最佳的首部長片。

- 會外獎：
  - 費比西獎（Prix FIPRESCI），由國際影評人協會組成評審團，自正式競賽單元、一種注目單元和平行單元（國際影評人週、導演雙週、ACID）各選出一部最佳影片。
  - 技術大獎（PRIX CST de l'Artiste Technicien），1951年創立，頒給對該年電影技術傑出的人員。（該獎項並非由正式評審團給予，而是由另一隻稱為CST的技術評審團給予。由於柏林影展與威尼斯影展都將技術大獎列入正式獎項中，分別為傑出藝術貢獻銀熊獎和金奧賽拉獎。故將坎城影展技術大獎放在此列。）
  - 天主教人道精神獎（Prix du jury œcuménique du Festival de Cannes），1974年創立，頒發給正式競賽單元中具有藝術品質、傳遞訊息和普世價值的電影。
  - 法蘭索瓦·夏萊獎（Prix François-Chalais），1997年創立，頒發給官方單元中致力於新聞價值觀的電影。
  - 金眼睛獎（L'Œil d'or），2015年創立，頒發給影展中最佳的紀錄片。
  - 酷兒棕櫚獎（Queer Palm），2010年創立，頒發給影展中最佳的LGBT題材電影。
  - 坎城原聲帶獎（Cannes Soundtrack），2012年創立，頒發給正式競賽單元中具有優秀配樂的電影。
  - 狗狗金棕櫚獎（Palme Dog），2001年創立，頒給各單元影片中最佳犬類表演。
  - 蕭邦最具潛質演員獎（Trophée Chopard），2001年創立，授予給兩位年輕演員並表彰鼓勵他們的才華。
  - 皮耶·安熱尼尤獎（英语：Pierre Angénieux Excellens in Cinematography）（Prix Pierre Angénieux），2013年創立，旨在向傑出的國際攝影指導致敬的年度獎項。

## 华语长片
| 年份 | 单元       | 片名             | 导演                                           | 获奖               |
| ---- | ---------- | ---------------- | ---------------------------------------------- | ------------------ |
| 2025 | 正式競賽   | 狂野時代         | 畢贛                                           | 評審團特別獎       |
| 2025 | 午夜展映   | 風林火山         | 麥浚龍                                         | 入選               |
| 2025 | 影評人週   | 左撇子女孩       | 鄒時擎                                         | 入圍               |
| 2025 | 導演雙週   | 花漾少女殺人事件 | 周璟豪                                         | 入圍               |
| 2024 | 正式競賽   | 風流一代         | 賈樟柯                                         | 入圍               |
| 2024 | 一種注目   | 狗陣             | 管虎                                           | 一種注目最佳影片獎 |
| 2024 | 沉浸式競賽 | 穿越霧中         | 周東彥                                         | 入圍               |
| 2024 | 非競賽     | 醬園弄           | 陳可辛                                         | 入選               |
| 2024 | 午夜展映   | 九龍城寨之圍城   | 鄭保瑞                                         | 入選               |
| 2024 | 特別展映   | 一部未完成的電影 | 婁燁                                           | 入選               |
| 2024 | 影評人週   | 蟲               | 王凱民                                         | 入圍               |
| 2024 | 影評人週   | 藍色太陽宮       | 曾佩裕                                         | 評審團法式觸動獎   |
| 2024 | 導演雙週   | 白衣蒼狗         | 曾威量                                         | 金攝影機獎特別提及 |
| 2023 | 正式競賽   | 青春（春）       | 王兵                                           | 入圍               |
| 2023 | 一種注目   | 燃冬             | 陳哲藝                                         | 入圍               |
| 2023 | 一種注目   | 河边的错误       | 魏書鈞                                         | 入圍               |
| 2023 | 特別展映   | 黑衣人           | 王兵                                           | 入選               |
| 2023 | 導演雙週   | 小白船           | 耿子涵                                         | 入圍               |
| 2021 | 一種注目   | 街娃兒           | 那嘉佐                                         | 入圍               |
| 2021 | 特別展映   | 熱帶往事         | 温仕培                                         | 入選               |
| 2021 | 特別展映   | 時代革命         | 周冠威                                         | 入選               |
| 2021 | 導演雙週   | 永安鎮故事集     | 魏書鈞                                         | 入圍               |
| 2021 | ACID       | 水邊維納斯       | 王林                                           | 入圍               |
| 2020 | 首部長片   | 野馬分鬃         | 魏書鈞                                         | 入圍               |
| 2020 | 選集電影   | 七人乐队         | 洪金宝 許鞍華 譚家明 袁和平 杜琪峯 林嶺東 徐克 | 入選               |
| 2019 | 正式競賽   | 南方車站的聚會   | 刁亦男                                         | 入圍               |
| 2019 | 一種注目   | 六欲天           | 祖峰                                           | 入圍               |
| 2019 | 一種注目   | 灼人秘密         | 趙德胤                                         | 入圍               |
| 2019 | 影評人週   | 春江水暖         | 顧曉剛                                         | 入圍               |
| 2019 | 導演雙週   | 活着唱着         | 马楠                                           | 入圍               |
| 2018 | 正式競賽   | 江湖兒女         | 贾樟柯                                         | 入圍               |
| 2018 | 一種注目   | 地球最後的夜晚   | 畢贛                                           | 入圍               |
| 2018 | 特別展映   | 死靈魂           | 王兵                                           | 入選               |
| 2018 | 導演雙週   | 冥王星時刻       | 章明                                           | 入圍               |
| 2017 | 一種注目   | 路过未来         | 李睿珺                                         | 入圍               |
| 2017 | ACID       | 喜喪             | 張濤                                           | 入圍               |
| 2015 | 正式競賽   | 刺客聶隱娘       | 侯孝賢                                         | 最佳導演獎         |
| 2015 | 正式競賽   | 山河故人         | 賈樟柯                                         | 入圍               |
| 2014 | 非競賽     | 歸來             | 张艺谋                                         | 入選               |
| 2014 | 一種注目   | 幻想曲           | 王超                                           | 入圍               |
| 2013 | 正式競賽   | 天注定           | 賈樟柯                                         | 最佳劇本獎         |
| 2013 | 午夜展映   | 盲探             | 杜琪峯                                         | 入選               |
| 2013 | 一種注目   | 過界             | 劉韵文                                         | 入圍               |
| 2013 | 導演雙週   | 爸媽不在家       | 陳哲藝                                         | 金攝影機獎         |
| 2012 | 一種注目   | 浮城謎事         | 婁燁                                           | 入圍               |
| 2012 | 導演雙週   | 危險關係         | 许秦豪                                         | 入圍               |
| 2011 | 午夜展映   | 武俠             | 陈可辛                                         | 入選               |
| 2011 | 影評人週   | 嫦娥             | 鄒鵬                                           | 入圍               |

## 外部連結
- 坎城影展官方網站 （页面存档备份，存于）